# Zehn-Häuser-Wohnhausanlage
Die Zehn-Häuser (auch 10-Häuser) sind eine Wohnhausanlage in St. Pölten. Sie wurden von der Erste Österreichische Glanzstoff-Fabrik AG zur Unterbringung von Arbeitern in der nahegelegenen neuen Fabrik errichtet und betrieben. Die 1908 fertiggestellte Anlage besteht aus zehn Häusern, die direkt aneinandergereiht ein Viereck mit Innenhof ergeben.

## Lage
Der Wohnbau befindet sich auf einer größeren Parzelle, die vom Mühlweg, der Feldgasse, der Schwammelgasse und der Peppertstraße umgeben ist.

## Geschichte
Die Gemeinde St. Pölten subventionierte den Bau der Arbeiterwohnungen mit 3.700 Kronen. Erbaut wurde die Anlage von 1907 bis 1908 nach Plänen des Architekten Rudolf Wondracek. Am Jahresende 1908 waren die meisten Wohnungen bereits bezogen, Ende der 1920er Jahre wohnten etwa 100 Familien in den Zehn-Häusern. Heute (2006) sind viele der Mieter Gastarbeiter.
Die Wohnungen waren die damals typischen Arbeiterwohnungen und bestanden aus einem Zimmer, einer Küche und manchmal einem Kabinett. Weniger als die Hälfte der 100 Wohnungen verfügten über ein eigenes WC.
Die Zehn-Häuser befinden sich mittlerweile im Eigentum der Domus Liegenschaftsverwaltungs-GmbH und wurden von dieser von 1993 bis 1998 generalsaniert. Bis zur Generalsanierung handelte es sich um Substandard-Wohnungen. Der Gebäudebestand wurde bis auf die tragenden Wände entkernt. Durch neue Zwischenwände, Mauerdurchbrüche bzw. Abmauerungen wurden 85 neue Wohneinheiten geschaffen, sodass Garconnieren von 30 m² bis Familien-Wohnungen von 85 m² entstanden. Die Gebäude sind an das städtische Fernwärmenetz angebunden. Sämtliche Zu- und Abwasserleitungen sowie Elektro-, Sanitär- und Heizungsinstallationen wurden erneuert, wie auch Fenster, Innen- und Außentüren, Wand- und Bodenbeläge, Verputze und Malerei. Die Dachstühle wurden saniert und mit neuen Prefa-Dächern gedeckt. An den Fassaden blieb der gut erhaltene Teil der kunstvollen Ornamente und Verputze bestehen, die restlichen Flächen wurden rekonstruiert. Die Gesamtbaukosten betrugen etwa 5 Millionen Euro.